# التقسيمات الإدارية في ميانمار
تنقسم ميانمار إلى سبعة أقسام وسبعة ولايات كالتالي:

## التقسيم الإداري
الولايات
- ولاية تشين
- ولاية كاشين
- ولاية كايين
- ولاية كاياه
- ولاية مون
- ولاية راخين
- ولاية شان

المناطق
- أيياروادي
- باغو
- ماغاواي
- ماندالاي
- ساجينغ
- تانينثاري
- يانغون